# Episodi di Blood & Treasure (seconda stagione)
La seconda e ultima  stagione della serie televisiva Blood & Treasure, composta da 13 episodi, è stata trasmessa in prima visione negli Stati Uniti sul servizio streaming Paramount+ dal 17 luglio al 2 ottobre 2022.
In Italia, la stagione è stata trasmessa in prima visione assoluta su Rai 4 dal 5 giugno al 10 luglio 2023.
| n° | Titolo originale                  | Titolo italiano               | Prima TV USA      | Prima TV Italia |
| -- | --------------------------------- | ----------------------------- | ----------------- | --------------- |
| 1  | The Soul of Genghis Khan          | Lo spirito di Genghis Khan    | 17 luglio 2022    | 5 giugno 2023   |
| 2  | Tales of the Golden Tiger         | La tigre dorata               | 17 luglio 2022    | 5 giugno 2023   |
| 3  | Spoils of the Red Empire          | Il bottino dell'Impero Rosso  | 24 luglio 2022    | 12 giugno 2023  |
| 4  | Into the Forbidden Zone           | Dentro la zona proibita       | 31 luglio 2022    | 12 giugno 2023  |
| 5  | Enter the Dragon Gate             | Benvenuti al Dragon Gate      | 7 agosto 2022     | 19 giugno 2023  |
| 6  | Mystery at Poison Island          | L'isola dei veleni            | 14 agosto 2022    | 19 giugno 2023  |
| 7  | The Ravens of Shangri-La          | I corvi di Shangri-La         | 21 agosto 2022    | 26 giugno 2023  |
| 8  | The Lost City of Sana             | La città perduta di Sana      | 28 agosto 2022    | 26 giugno 2023  |
| 9  | The Throne of the Khan            | La pergamena                  | 4 settembre 2022  | 3 luglio 2023   |
| 10 | The Secret History of the Mongols | La storia segreta dei mongoli | 11 settembre 2022 | 3 luglio 2023   |
| 11 | Raid on the Hidden Fortress       | La fortezza nascosta          | 18 settembre 2022 | 10 luglio 2023  |
| 12 | The Year of the Rat               | L'anno del Topo               | 25 settembre 2022 | 10 luglio 2023  |
| 13 | Showdown in Hong Kong             | Ultima fermata Hong Kong      | 2 ottobre 2022    | 10 luglio 2023  |

## Lo spirito di Genghis Khan
- Titolo originale: The Soul of Genghis Khan
- Diretto da: Stephen Scaia
- Scritto da: Matthew Federman e Stephen Scaia

### Trama
Danny e Lexi continuano a recuperare le antichità rubate da  Farouk e rivendute al mercato nero. Mentre fanno progetti per il loro futuro, accade che il Vaticano venga attaccato dai terroristi, causando molti morti. Tra i feriti vi è anche il suo vecchio amico Chuck. La squadra si riunisce per capire chi siano questi terroristi e cosa stiano cercando. Si comprende che vogliono recuperare una delle più prestigiose antichità dell'Asia, cioè: Il vessillo spirituale di Genghis Khan.

## La tigre dorata
- Titolo originale: Tales of the Golden Tiger
- Diretto da: Stephen Scaia
- Scritto da: Steve Boyum e Jose Molina

### Trama
La ricerca di Kate Reece porta Danny e Lexi in Vietnam, dove si riuniscono con Aiden Shaw. Le abilità di combattimento di Lexi vengono messe a dura prova quando si infiltrano nel pericoloso Black Lotus, un fight club clandestino.

## Il bottino dell'Impero Rosso
- Diretto da: Joel Novoa
- Scritto da: Josh Schaer

### Trama
Una visita con Simon Hardwick, detenuto in una prigione irlandese, fornisce nuove informazioni sull'ultima posizione dello Spirito di Gengis Khan, mandando Danny e Lexi in Russia.

## Dentro la zona proibita
- Diretto da: Joel Novoa
- Scritto da: Kevin Chesley e Bryan Shukoff

### Trama
Danny e Lexi uniscono le forze con la banda di Levchenko e vanno a cercare lo Spirito di Gengis Khan in una base segreta sovietica, ora abbandonata, in Mongolia.

## Benvenuti al Dragon Gate
- Diretto da: Wayne Rose
- Scritto da: Sandra Chwialkowska

### Trama
Alla ricerca dello Spirito di Gengis Khan, Simon tenta di fare un patto con un gruppo terroristico, ignaro che Lexi, Danny e Shaw gli stanno alle calcagna. Quello che scoprono li porta a Hong Kong, mentre Danny diventa sempre più preoccupato per il controllo di Violet su Lexi.

## L'isola dei veleni
- Diretto da: Wayne Rose
- Scritto da: Juliana James

### Trama
Danny, Lexi e Violet viaggiano in un pericoloso deserto chimico in Kazakistan fino a una struttura abbandonata di armi biologiche. Nel frattempo, Chuck inizia la sua indagine su come sono collegati il Vaticano e lo Spirito di Gengis Khan.

## I corvi di Shangri-La
- Diretto da: Stephen Scaia
- Scritto da: Tiffany Lo e Ethel Lung

### Trama
Patrick, il padre di Danny, incarcerato per un furto di quadri, viene temporaneamente scarcerato e si unisce alla squadra nella ricerca dello Stendardo dello Spirito. Patrick conduce Danny e Lexi da una vecchia amica in una base segreta in Laos, dove racconta a Lexi un importante segreto personale. L'esercito del Khan si avvicina e minaccia la squadra.

## La città perduta di Sana
- Diretto da: Stephen Scaia
- Scritto da: John Lamm

### Trama
Dopo un atterraggio di fortuna nella giungla, Danny e suo padre trasportano Lexi ferita nella città perduta di Sana. Nel frattempo, padre Chuck e Kate scoprono di più sull'Arcanum Gladio. Simon arruola un hacker per entrare nei sistemi della CIA per conto di Khan, con risultati devastanti. Il padre di Danny racconta la verità sulla sua salute.

## La pergamena
- Diretto da: Maja Vrvilo
- Scritto da: Matt Okumura

### Trama
La ricerca dello Spirito di Gengis Khan da parte di Danny, Lexi, Aidan e Kate li porta a un tempio buddista Shaolin. Simon è costretto dal Khan a completare un altro compito, dove è scioccato nell'incontrare Violet, che si era salvata fortunosamente dall'esplosione della base segreta in Kazakistan. Danny è costretto a schierarsi tra Lexi e Kate.

## La storia segreta dei mongoli
- Diretto da: Maja Vrvilo
- Scritto da: Sandra Chwialkowska

### Trama
Violet riappare a Danny, Kate e Lexi nell'appartamento di Aidan ad Hanoi. I quattro portano il rotolo recuperato nel monastero Shaolin a Praga, dove una studiosa, amica di Danny, lo traduce per loro. Simon diventa il secondo in comando del Khan. Kate indaga segretamente su Violet, ma alla fine viene uccisa. Lo Stendardo di Gengis Khan viene alla fine trovato nel sottosuolo di un museo di Ulan Bator.

## La fortezza nascosta
- Diretto da: April Mullen
- Scritto da: Jose Molina

### Trama
Dopo il rapimento di Lexi, Danny convince Shaw ad usare i suoi vecchi contatti della malavita per trovare la posizione dove viene tenuta prigioniera. Simon cerca di ottenere informazioni da Lexi, che a sua volta scopre il grande piano del Khan. Padre Chuck scopre la talpa in Vaticano e lo segue a Hong Kong.

## L'anno del Topo
- Diretto da: April Mullen
- Scritto da: Kevin Chesley e Bryan Shukoff

### Trama
I vari pezzi del piano finale del Kahn vengono ad uno ad uno svelati, per cui Danny e Lexi devono mettere da parte le loro divergenze per fermare il Kahn e Simon prima che sia troppo tardi.

## Ultima fermata Hong Kong
- Diretto da: Steve Boyum
- Scritto da: Matthew Federman

### Trama
Rendendosi conto di aver abboccato all'esca del Kahn e di aver messo in pericolo la vita di milioni di persone, Danny e Lexi affrontano faccia a faccia il Kahn in un'ultima battaglia a Hong Kong.